# Shaun, vita da pecora - Il film
Shaun, vita da pecora - Il film (Shaun the Sheep Movie) è un film d'animazione britannico del 2015 diretto da Richard Starzak e Mark Burton, basato sulla serie televisiva Shaun, vita da pecora, a sua volta uno spin-off del cortometraggio Una tosatura perfetta.

## Trama
Shaun è una pecora che vive con il suo gregge a Mossy Bottom Farm, ed è annoiato dalla routine della vita in fattoria. Per questo, prepara un piano per avere un giorno libero, che consiste nell'ingannare il fattore facendolo addormentare a furia di contare e ricontare le sue pecore. Tuttavia, la roulotte in cui esse mettono a letto il fattore accidentalmente rotola via, portandolo fino in città. Bitzer, il cane del fattore, lo insegue. La corsa dell’agricoltore riceve con un colpo alla testa: questi viene portato in un ospedale, dove gli viene diagnosticata un'amnesia. Uscito dal nosocomio, l’uomo vaga per le strade della cittadina fino a giungere in un negozio di un parrucchiere: avendo un improvviso e vago ricordo a proposito della tosatura delle sue pecore, taglia a forza i capelli di una celebrità. Per fortuna la star ama il risultato, così il contadino guadagna popolarità come parrucchiere, venendo chiamato "Mr. X".
Nel frattempo, le pecore capiscono che il fattore è indispensabile, così Shaun si intrufola in un autobus diretto in città; con sua sorpresa, il resto del gruppo lo segue su un altro autobus. Travestite da persone in carne ed ossa, il gruppo inizia a cercare il fattore, fino a quando Shaun viene catturato da Trumper, un uomo egoista e antipatico che dirige un canile. Lì incontra Bitzer e si ricongiunge con lui. Con l'aiuto di una cagnolina senzatetto di nome Slip, i due riescono a fuggire mentre imprigionano Trumper. Le pecore ritrovano il fattore, che però non riconosce Shaun, sebbene quest'ultimo sia molto dispiaciuto per ciò che ha fatto.
Sentendosi indesiderati, Shaun, Bitzer e il gregge si costruiscono una casa di fortuna in un vicolo. Resisi conto della perdita di memoria del fattore, elaborano un piano che consiste nel metterlo di nuovo a dormire, riportandolo alla roulotte guidata da un cavallo (in realtà, il gregge di pecore con un elaborato travestimento) e agganciando il rimorchio a un autobus diretto a Mossy Bottom Farm. Il piano ha inizialmente successo, ma Trumper (riuscito a fuggire dalla cella) si scontra con loro e poi li segue alla fattoria.
Il gruppo torna alla fattoria, ma quando Slip individua Trumper si barricano in un capanno in giardino. Dopo aver bloccato l'uscita con il nastro, Trumper usa il trattore con pinza dell'agricoltore per gettare il capanno in una cava di pietra, ma l'agricoltore recupera la memoria e Shaun riesce a salvare i suoi amici e a sconfiggere Trumper. La dolce cagnolina Slip se ne va, lasciando una lettera ai suoi nuovi amici, ma mentre sta camminando per la strada verso la città viene trovata dall'autista dell'autobus, che decide di adottarla. Il fattore e gli animali hanno un rinnovato apprezzamento reciproco, e il giorno dopo il fattore annulla le attività di routine concedendo un giorno di riposo ufficiale.
Gli epiloghi rivelano che il servizio per il controllo degli animali, che di fatto era un'orrenda prigione, viene trasformato in un centro di protezione degli animali, Trumper trova lavoro indossando un costume da pollo per promuovere un ristorante, Slip va a trovare i suoi nuovi amici in campagna, mentre il fattore vede alla televisione un notiziario che descrive alcuni dei disordini avvenuti durante la missione di salvataggio, che con suo enorme stupore, coinvolgono proprio lui. Si scopre inoltre che in città si cerca ancora il misterioso parrucchiere "Mr. X".

## Produzione
Nel gennaio 2011 la BBC chiese alla Aardman Animations di sviluppare un film basato sulla serie Shaun, vita da pecora, ideata da Nick Park. Nell'aprile 2013 venne annunciato che il film, scritto e diretto da Richard Starzak e Mark Burton, sarebbe stato finanziato e distribuito da StudioCanal. La produzione vera e propria cominciò il 30 gennaio 2014.

## Colonna sonora
Ilan Eshkeri ha composto la musica per il film. La canzone Feels Like Summer è una collaborazione tra Tim Wheeler, Ilan Eshkeri e Nick Hodgson. La colonna sonora è stata pubblicata nel Regno Unito digitalmente il 1º giugno 2015 e su CD il 29 giugno successivo.
| Numero         | Titolo                                                         | Compositore                              | Durata |
| -------------- | -------------------------------------------------------------- | ---------------------------------------- | ------ |
| 1.             | Feels Like Summer                                              | Tim Wheeler                              | 3:00   |
| 2.             | Humdrum Day                                                    | Ilan Eshkeri                             | 2:31   |
| 3.             | Shaun's Plan                                                   | Ilan Eshkeri                             | 2:01   |
| 4.             | You're Mine                                                    | Chad Hobson and Lucille Findlay          | 3:40   |
| 5.             | Shaun's Farm House Party                                       | Ilan Eshkeri                             | 1:18   |
| 6.             | Runaway Caravan                                                | Ilan Eshkeri                             | 3:19   |
| 7.             | Anarchy on the Farm                                            | Ilan Eshkeri                             | 1:17   |
| 8.             | Shaun's Mission                                                | Ilan Eshkeri                             | 1:23   |
| 9.             | Doctor Bitzer                                                  | Ilan Eshkeri                             | 2:09   |
| 10.            | Trumper                                                        | Ilan Eshkeri                             | 1:33   |
| 11.            | Big City                                                       | Eliza Doolittle                          | 3:19   |
| 12.            | Le Chou Brulé                                                  | Sally Heath                              | 0:54   |
| 13.            | Gaol House Blues                                               | Ilan Eshkeri                             | 1:12   |
| 14.            | Beauty Parade                                                  | Ilan Eshkeri                             | 1:50   |
| 15.            | Gaol Break                                                     | Ilan Eshkeri                             | 2:53   |
| 16.            | Finding the Farmer                                             | Ilan Eshkeri                             | 2:41   |
| 17.            | Building the Horse                                             | Ilan Eshkeri                             | 2:04   |
| 18.            | Feels Like Summer                                              | The Baa Baa Shop Quintet                 | 1:44   |
| 19.            | Trumper on the Scent                                           | Ilan Eshkeri                             | 1:01   |
| 20.            | Got to Sleep Counting Sheep                                    | Ilan Eshkeri                             | 1:44   |
| 21.            | Panto Horse Chase                                              | Ilan Eshkeri                             | 1:44   |
| 22.            | Caravan Ride Home                                              | Ilan Eshkeri                             | 1:34   |
| 23.            | Showdown at the Quarry                                         | Ilan Eshkeri                             | 4:38   |
| 24.            | Goodbye Slip                                                   | Ilan Eshkeri                             | 1:00   |
| 25.            | Feels Like Summer - (Instrumentale)                            | Tim Wheeler                              | 1:50   |
| 26.            | Life's a Treat (sigla di Shaun the Sheep) - (Rizzle Kicks mix) | Mark Thomas, Vic Reeves and Rizzle Kicks | 2:41   |
| Durata totale: | Durata totale:                                                 | Durata totale:                           | 54:45  |

## Accoglienza

### Critica
Il film è stato accolto caldamente dalla critica e dal pubblico. Su Rotten Tomatoes è stato promosso dal 99% delle 161 recensioni professionali registrate, con un voto medio 8,1. Su Metacritic detiene un punteggio di 81 su 100 basato su 30 recensioni.
L'incasso totale ammonta a 106209378 $.

## Riconoscimenti
- 2016 - Premio Oscar[4]
  - Nomination Miglior film d'animazione a Richard Starzak e Mark Burton
- 2016 - Golden Globe[5]
  - Nomination Miglior film d'animazione a Richard Starzak e Mark Burton
- 2016 - Premio BAFTA[6]
  - Nomination Miglior film d'animazione a Richard Starzak e Mark Burton

## Sequel
Shaun, vita da pecora: Farmageddon - Il film è stato distribuito nel Regno Unito il 5 aprile 2019.